# Mokrišče
Mokrišče je območje, ki je redno zadostno preplavljeno s površinsko ali podzemsko vodo, da lahko omogoča življenje rastlinskemu in vodnemu življenju, ki za rast in razmnoževanje potrebuje mokro ali občasno mokro prst. 

## Opredelitve
Opredelitve mokrišča se med ustanovami in državami razlikujejo. Ramsarska konvencija iz leta 1971 opredeljuje izraz mokrišče z naslednjo razlago: »Mokrišča so območja močvirij, nizkih barij, šotišč ali vode, naravnega ali umetnega nastanka, stalna ali občasna, s stoječo ali tekočo vodo. Voda je sladka, polslana ali slana, vključno z območji obalnega morja, kjer voda ob osekah ne presega globine šest metrov«.

## Vrste mokrišč
Mokrišča se razlikujejo po rastlinstvu, živalstvu in funkciji. Razvrstitev mokrišč je zapletena zaradi njihovega prehodnega značaja, različnih vrst mokrišč in njihovega poimenovanja. Poznamo različne vrste mokrišč, med njimi: 
- močvirja (visoko šašje, trstičevje, jelševje, močvirja ob vodotokih in stoječih vodah): Drava od Maribora do Središča ob Dravi, poplavna ravnica Mure, Ljubljansko barje, Krakovski gozd, mokrišča ob Spodnji Savi z dobravo in Jovsi, kraško porečje Ljubljanice, Čezsoški prodi in Vrbulje;
- barja;
- poplavna območja rek – Šturmovci ob Dravi;
- rečne mrtvice – raven svet neposredno ob strugi reke (npr. mrtvica in rečni otok) – mrtvice na Muri in Dravi, Lahinja (Nerajski Lugi);
- izlivi rek – področja kjer se reke izlivajo v morje in se sladka voda spreminja v slano (npr: rečne delte, blatna obala ob oseki in slano močvirje);
- kraška polja – Cerkniško jezero;
- nizka barja – Bloke, Zelenci;
- visoka barja – pokljuška in pohorska barja (Lovrenško barje), barja na Jelovici;
- poplavni gozdovi – poplavni gozd in mrtvice od reki Muri;
- mokrotni travniki;
- plitva jezera – področja s stalno ali nestalno vodo z nizkim pretokom (npr. ribnik, slano jezero in kratersko jezero);
- mlake;
- ribniki – Podvinci;
- kali;
- z vodo zalite gramoznice;
- peskokopi;
- glinokopi;
- pa tudi območja obalnega pasu – področja med kopnim in odprtim morjem na katerih ni vpliva rek (npr. obalni pas, mangrove in koralni grebeni)
- soline – Sečoveljske soline, Strunjanske soline, Škocjanski zatok;
- brakična in t. i. polslana mokrišča.

So lahko naravnega ali antropogenega nastanka.

## Funkcija mokrišča
- Naravni vodni zbiralnik: mokrišča, poleg tega da napajajo podtalnico, napajajo tudi vodonosnike, reke in jezera, ali pa obratno – mokrišča se napajajo iz rek in jezer.
- Preprečuje poplave: večina poplav v urbanih predelih je posledica uničevanja mokrišč, ki so jih nadomestile neprepustne asfaltne površine (npr. ceste in parkirne površine). Mokrišča so kot velike naravne spužve, ki ujamejo površinsko odtekajoče vode in jih počasi oddajajo, s čimer preprečijo velika nihanja nivoja vode.
- Blagodejno vplivajo na okoliško mikroklimo: mokrišča z izhlapevanjem vode s površin blažijo sušo in poleti hladijo okolico.
- Čisti vodo: bogata vegetacija mokrišč omogoča odlaganje strupenih snovi in prekomerne količine hranil, ki jih človek sprošča v okolje. Delujejo kot naravne čistilne naprave, vendar z omejenimi zmogljivostmi.
- Je vir dobrin: ob preudarni rabi so mokrišča, ki sezonsko poplavljajo vir rib, lesa, krme, kmetijskih pridelkov.
- Ima estetsko funkcijo: poleg raznolikosti življenja so mokrišča idealna mesta za opazovanje narave in sprostitev.
- Ima izobraževalno funkcijo: mokrišča so idealen prostor za raziskave in izobraževanje, ozaveščanje o pomenu ohranjanja narave in širšega okolja.
- Je življenjsko okolje tudi redkih in ogroženih rastlinskih in živalskih vrst: Zaradi hidrološke dinamike in značilnosti okolja so številna mokrišča zibelka biodiverzitete.

## Rastlinstvo in živalstvo
Mokrišča ponujajo rastlinam najrazličnejša posebna rastišča. Mnoge vodne ali močvirske rastline imajo gobasta stebla in liste, ki prenašajo zračni kisik v korenine in jim omogočajo dihanje. Pri nekaterih zgradba listov omogoča plavanje na vodi. Rastline težko vsrkavajo slano vodo, zato vsaj občasno živijo tako rekoč v sušnih razmerah. Med rastlinami na obrobju potokov in jezer nekatere držijo pokonci olesenela stebla, zato jih ne moti kratkotrajno nihanje vodne gladine. Najznačilnejše rastline v mokriščih so trsje, šasi, rogozi, ločje itd.
V vodnatih mokriščih živi veliko rib, dvoživk in nevretenčarjev, ki so hrana za druge živali, zlasti za vodne ptice. V mokriščih živi veliko vrst plazilcev, med njimi krokodili, aligatorji in sladkovodne želve in kač. Med sesalci se jih je veliko prilagodilo mokriščem, zlasti med glodavci: na primer bobri, pižmovke, nutrije in kapibare. Med večjimi rastlinojedci pa lahko najdemo povodnega konja in vodnega bivola.

## Galerija
- Mlaka na izviru Lahinje
- Šotno barje Mali Plac na Ljubljanskem barju
- Mangrove, koreninski sistem je delno pod vodno gladino
- Slano močvirje East Chidham (Chichester Harbour, južna Anglija)
- Sečoveljske soline so mednarodno pomembno mokrišče in kot take so bile leta 1993 uvrščene na seznam Ramsarskih lokalitet.